# Gareth Marriott
Gareth Marriott (Mansfield, 14 de julio de 1970) es un deportista británico que compitió en piragüismo en la modalidad de eslalon.
Participó en los Juegos Olímpicos de Barcelona 1992, obteniendo una medalla de plata en la prueba de C1 individual. Ganó 3 medallas en el Campeonato Mundial de Piragüismo en Eslalon entre los años 1991 y 1997.

## Palmarés internacional
| Juegos Olímpicos   | Juegos Olímpicos     | Juegos Olímpicos  | Juegos Olímpicos |
| Año                | Lugar                | Medalla           | Competición      |
| ------------------ | -------------------- | ----------------- | ---------------- |
| 1992               | Barcelona (España)   | Medalla de plata  | C1 individual    |
| Campeonato Mundial |                      |                   |                  |
| Año                | Lugar                | Medalla           | Competición      |
| 1991               | Tacen (Yugoslavia)   | Medalla de bronce | C1 por equipos   |
| 1993               | Mezzana (Italia)     | Medalla de plata  | C1 por equipos   |
| 1997               | Três Coroas (Brasil) | Medalla de bronce | C1 individual    |